# Ísafjarðarbær
De gemeente Ísafjarðarbær ligt in het noordwesten van IJsland in de regio Vestfirðir. De gemeente Ísafjarðarbær is in juni 1996 ontstaan na het samenvoegen van 6 kleinere gemeenten tot een. In alfabetische volgorde waren dat: Flateyrarhreppur, Ísafjarðarkaupstaður, Mosvallahreppur, Mýrahreppur, Suðureyrarhreppur en Þingeyrarhreppur. Ísafjarðarbær heeft 3.794 inwoners (2021). De belangrijkste plaatsen in de gemeente zijn Ísafjörður, Hnífsdalur, Flateyri, Suðureyri en Þingeyri. De burgemeester is Halldór Halldórsson.
Bolungarvíkurkaupstaður · Ísafjarðarbær · Reykhólahreppur · Tálknafjarðarhreppur · Vesturbyggð · Súðavíkurhreppur · Árneshreppur · Kaldrananeshreppur · Bæjarhreppur · Strandabyggð